# Aberin
Aberin é um município da Espanha 
na província e comunidade autónoma de Navarra. Tem 21,25 km² de área e em 2021 tinha 346 habitantes (densidade: 16,3 hab./km²).

## Demografia
| Variação demográfica do município entre 1991 e 2004 | Variação demográfica do município entre 1991 e 2004 | Variação demográfica do município entre 1991 e 2004 | Variação demográfica do município entre 1991 e 2004 |
| --------------------------------------------------- | --------------------------------------------------- | --------------------------------------------------- | --------------------------------------------------- |
| 1991                                                | 1996                                                | 2001                                                | 2004                                                |
| 377                                                 | 365                                                 | 328                                                 | 327                                                 |